# Бенарио-Престес, Ольга
О́льга Бена́рио-Пре́стес (порт. Olga Benário Prestes, урождённая Гу́тман-Бена́рио (нем. Olga Gutmann Benario); 12 февраля 1908, Мюнхен — 23 апреля 1942, Бернбург) — немецко-бразильская революционерка-коммунистка, жена Луиса Карлоса Престеса и мать Аниты Леокадии Престес.

## Детство и юность
Происходит из семьи богатого немецкого юриста социал-демократической ориентации и еврейского происхождения Лео Бенарио, имевшего в Мюнхене собственную адвокатскую контору. Ольга была вторым ребёнком в семье, получила либеральное воспитание. Читая акты судебных процессов, в которых в качестве защитника участвовал её отец, очень рано приобщилась к социалистическим и коммунистическим политическим настроениям времён Веймарской республики. В 1923 году присоединилась к КИМу. Исследователи её биографии отмечают рано сформировавшийся сильный характер, идеалистические наклонности и решительность Ольги. В 15-летнем возрасте она уже занимала ведущие позиции в немецком союзе коммунистической молодёжи. Баварская полиция оценивала её как «коммунистического агитатора».

## Ольга и Отто Браун

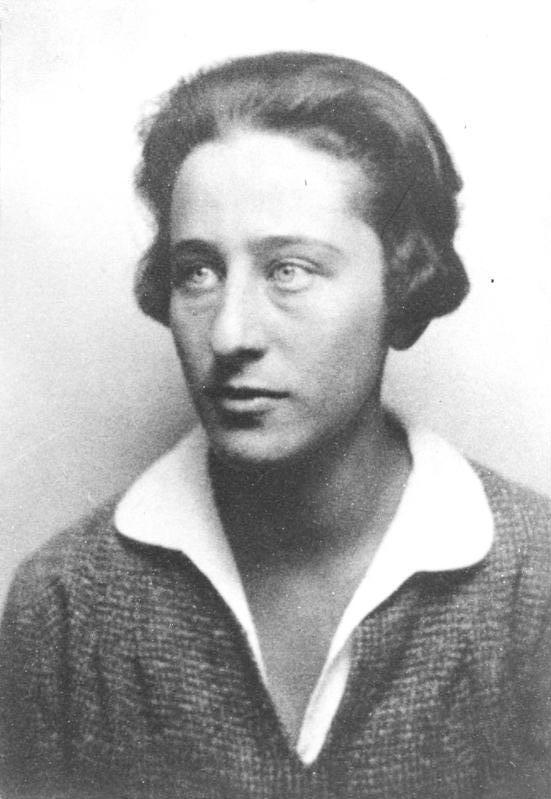
Ольга Бенарио 1928 год

В 1926 году Ольга покинула родительский дом в Мюнхене и перебралась в Берлин, где активно работала в коммунистической партии, стала одним из лидеров коммунистической молодёжи берлинского района Нойкёльн. Здесь она познакомилась с коммунистическим активистом с опытом подпольной боевой работы Отто Брауном и влюбилась в него.
Полиция арестовала их обоих по обвинению в «подготовке государственной измены» (нем. «Vorbereitung des Hochverrats»), им инкриминировался шпионаж в пользу СССР; их поместили в тюрьму Моабит. Благодаря стараниям отца-адвоката Ольга была выпущена на свободу. Браун оставался в тюрьме, его ожидал судебный процесс. 11 апреля 1928 года он и ещё несколько политзаключённых были выкрадены из зала суда членами КПГ, в том числе при участии Ольги Бенарио.
Полиция безуспешно искала Ольгу и Отто по всему городу, в то время как они тайно перебрались в Чехословакию, а затем в Москву. Там Ольга поступила в Международную ленинскую школу. После завершения учёбы в ленинской школе она работала членом Исполкома Коммунистического интернационала молодёжи, а также по линии Коминтерна за границей — во Франции и Англии, где руководила антифашистской работой. В 1931 году Отто Браун и Ольга Бенарио расстались.

## Ольга и Луис Карлос Престес

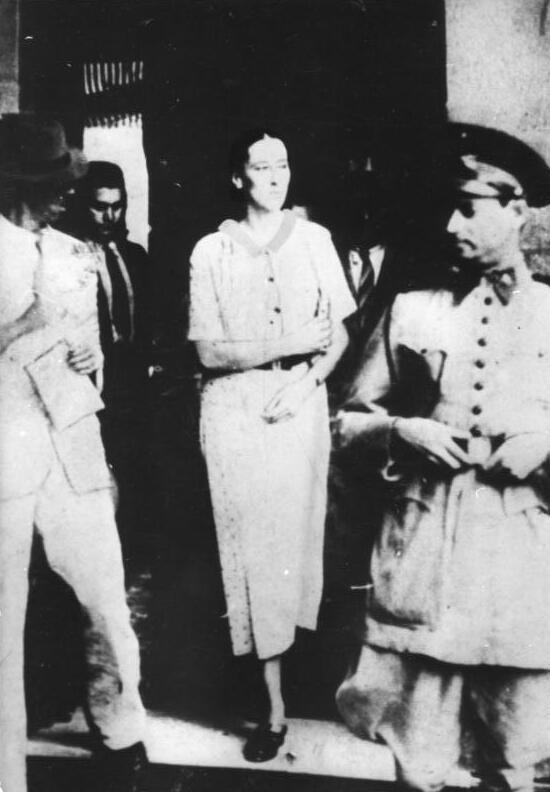
Арест Ольги Бенарио-Престес в Бразилии

В 1934 году Ольга Бенарио получила задание оказать помощь Луису Карлосу Престесу, ещё с 20-х годов широко известному в Бразилии харизматичному армейскому капитану левых взглядов по прозвищу «Рыцарь надежды» в его нелегальной поездке в Бразилию. Престес и Бенарио выехали из СССР с фальшивыми паспортами под видом португальской супружеской пары — сначала морем до Нью-Йорка, а затем самолётом из Майами в Бразилию. Чтобы сбить с толку бразильские спецслужбы, в это же время в прессе была распространена информация о мнимом участии Престеса в коммунистическом конгрессе в Москве.
Познакомившись во время поездки, Ольга Бенарио и Луис Престес полюбили друг друга. В 1935 году они поженились. Однако после поражения возглавленного Престесом ноябрьского восстания того же года против президента-диктатора Жетулиу Варгаса в январе 1936 года они были выслежены и арестованы. Ольгу Бенарио-Престес, несмотря на кампании протеста, бразильские власти выдали в руки эмиссаров гестапо (соответствующее решение принял руководитель репрессивного аппарата режима Варгаса Филинто Мюллер), которые увезли беременную женщину в Германию в сентябре 1936 года.
По возвращении в Германию Ольгу Бенарио поместили в женскую тюрьму в Берлине, где 27 ноября 1936 года у неё родилась дочь Анита Леокадия Престес. Её спасла от нацистов мать Луиса Карлоса, Леокадия Престес, вывезя ребёнка сначала в Мексику, где семья Престес находилась в эмиграции, а затем, после падения диктатуры Варгаса, в Бразилию. Законным поводом для передачи ребёнка родственникам Престеса послужило признание Аниты Леокадии сидящим в бразильской тюрьме капитаном Престесом своей дочерью.

## Последние годы жизни
Саму Ольгу Бенарио-Престес в 1939 году тюремные власти нацистской Германии перевели в концлагерь Равенсбрюк, где она получила статус «еврейской» заключённой. В лагере она сохраняла бодрость духа и мужество; по воспоминаниям солагерниц, имевших статус политических заключённых, проводила среди них подпольные просветительные занятия по литературе, языкам, географии, для поддержки духа занималась с ними гимнастикой. Весной 1942 года Ольгу в составе группы из 2 000 других женщин-заключённых, в которую, кроме евреек, входили и политические, передали в распоряжение нацистских медиков, занимавшихся опытами над людьми. 23 апреля 1942 года в экспериментальной клинике в г. Бернбург, в ходе испытаний отравляющих газов на людях, Ольга Бенарио-Престес была удушена отравляющими веществами. Её мать и брат погибли в 1943 году в концлагере Терезиенштадт.

## Память

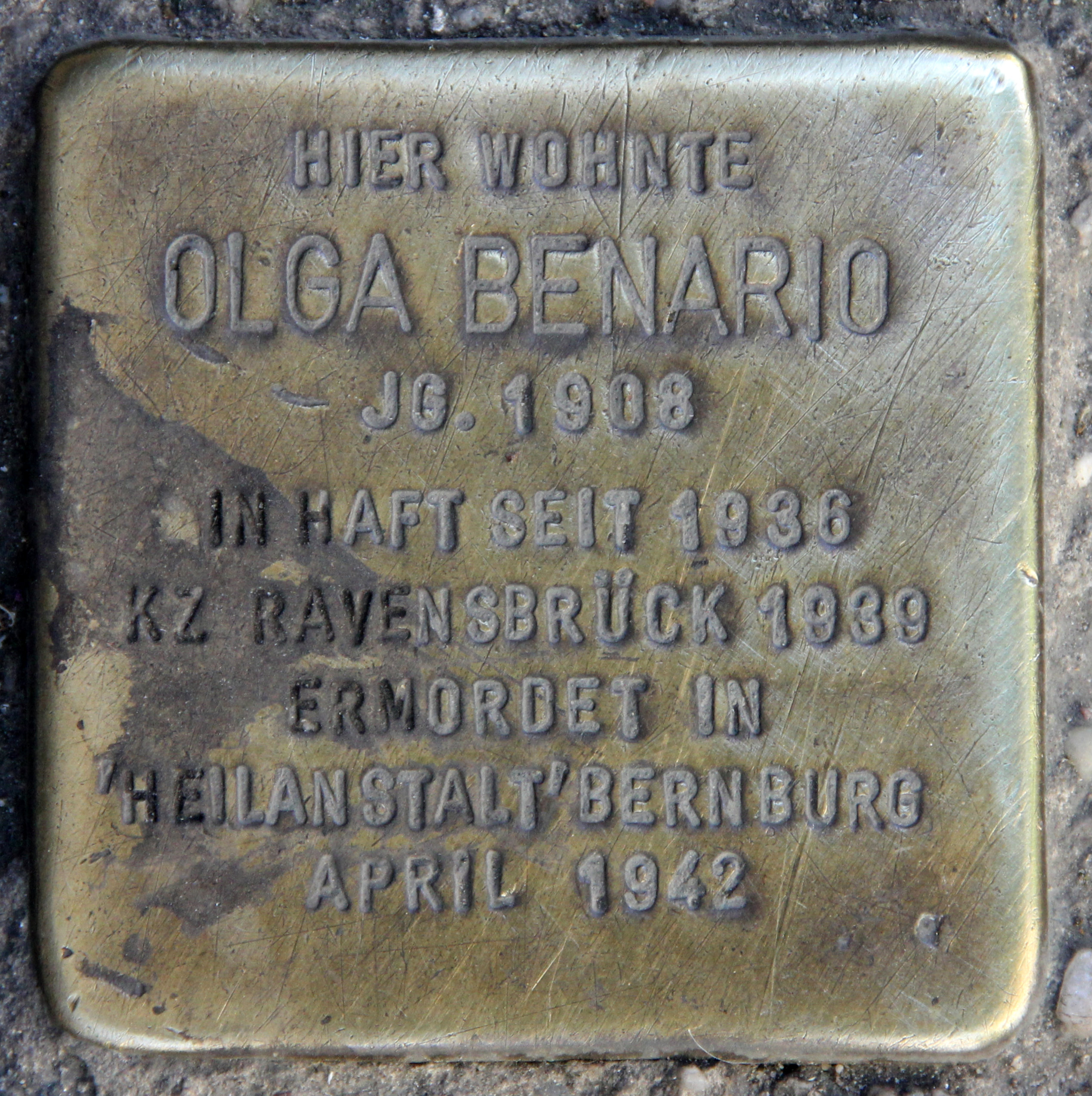
Мемориальный камень преткновения Ольги Бенарио-Престес в Берлине

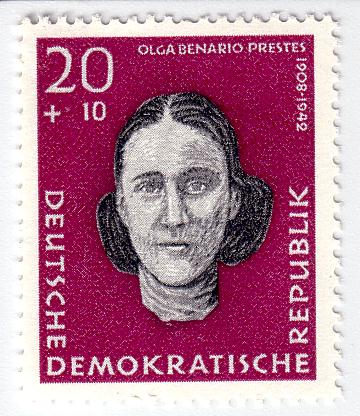
Ольга Бенарио-Престес на марке ГДР,
1959 год (Sc #B52)

После окончания Второй мировой войны и создания ГДР именем Ольги Бенарио были названы улицы разных городов Восточной Германии, школы и детские сады.
В настоящее время одна из улиц Берлина носит её имя.

### Образ Ольги Бенарио в искусстве
В написанной Жоржи Амаду в 1942 году биографии Луиса Престеса Ольга Бенарио-Престес сравнивается с уругвайкой Анитой Гарибальди — женой знаменитого итальянского революционера.
В 2004 году бразильским режиссёром Жайме Монжардимом была снята биографическая драма «Olga» («Ольга») с актрисой Камиллой Моргадо в главной роли, а турецким режиссёром Галипом Ийитаниром — документальный фильм «Olga Benario — Ein Leben für die Revolution» («Ольга Бенарио — жизнь для революции»).
14 октября 2006 года в Сан-Паулу состоялась премьера оперы Жорже Антунаша «Olga».

### Ольга Бенарио-Престес вфилателии
Ольга Бенарио-Престес изображена на выпущенной в 1959 году почтовой марке ГДР ( (Sc #B52)).